# Stazione di Besozzo
La stazione di Besozzo è una stazione ferroviaria posta sulla linea Luino-Milano, a servizio dell'omonimo comune.

## Storia
La stazione fu aperta nel 1884, con la linea da Gallarate a Laveno.

## Strutture e impianti
Il fabbricato viaggiatori a due piani in classico stile ferroviario, è ceduto in comodato d'uso all' omonimo comune ed è sede di alcune associazioni locali.
La stazione dispone di due binari passanti, entrambi serviti da banchina. In passato era presente un terzo binario centrale (soppresso per costruire un marciapiede centrale a norma).

## Movimento
La stazione è servita da treni della linea S30 della rete celere del Canton Ticino, eserciti da TiLo a frequenza bioraria, intercalati da treni regionali Luino-Gallarate di Trenord, anch'essi a frequenza bioraria, per una frequenza complessiva di un treno ogni ora per direzione.

## Servizi
È gestita da Rete Ferroviaria Italiana che ai fini commerciali classifica l'impianto in categoria Bronze, dispone di:
- Sala d'attesa
- Parcheggio

## Interscambi
Fra il 1914 e il 1940 presso la stazione effettuavano fermata i convogli in servizio sulla tranvia Varese-Angera, gestita dalla Società Anonima Tramvie Orientali del Verbano (SATOV).